# Aletomeryx
L'aletomerice (gen. Aletomeryx) è un mammifero artiodattilo estinto, appartenente ai dromomericidi. Visse nel Miocene inferiore (circa 19 - 17 milioni di anni fa) e i suoi resti fossili sono stati ritrovati in Nordamerica. 

## Descrizione
Simile a una snella antilope, Aletomeryx era dotato di piccole corna sopra gli occhi, non più lunghe di circa un terzo dell'intero cranio e dalla punta arrotondata. Le femmine erano anch'esse dotate di corna, benché queste ultime fossero ancora più corte che negli esemplari maschi. Rispetto agli altri dromomericidi, Aletomeryx era di piccole dimensioni e possedeva zampe eccezionalmente lunghe e snelle. Almeno gli esemplari maschi, inoltre, erano dotati di lunghi canini superiori ricurvi.

## Classificazione
I primi fossili di questo animale furono scoperti nel Nebraska e vennero descritti nel 1920 da Richard Swann Lull; la specie tipo è A. gracilis. Un'altra specie proveniente dal Nebraska è A. marslandensis, distinta dalla specie tipo per le maggiori dimensioni del corpo, delle corna e per una leggera differenza dei molari. Dalla California proviene invece A. occidentalis.

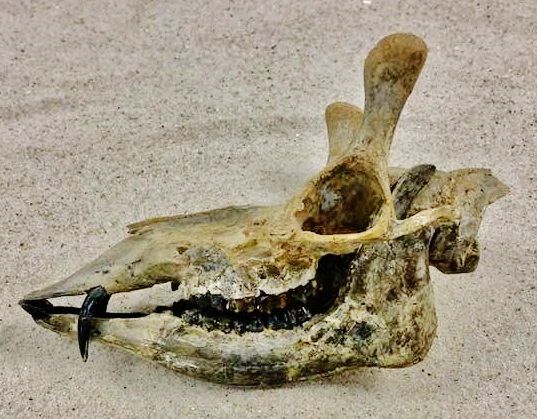
Cranio di Aletomeryx gracilis

Aletomeryx è considerato il rappresentante più primitivo (e anche uno dei più antichi) dei dromomericidi, un gruppo di artiodattili nordamericani di incerta collocazione sistematica, forse imparentati con i cervidi. In particolare, Aletomeryx fa parte degli Aletomerycinae, una sottofamiglia tipica del Miocene inferiore-medio comprendente anche Sinclairomeryx.